# ISO 3166-2:LC

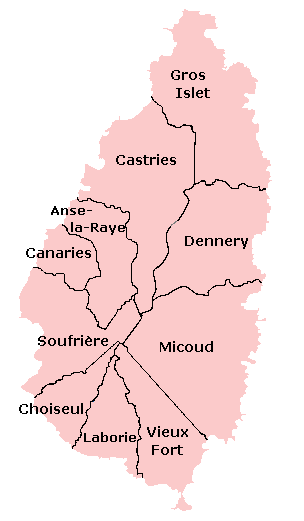
Mapa územního rozdělení Svaté Lucie

Kódy ISO 3166-2 pro Svatou Lucii identifikují 10 distriktů (stav v březnu 2015). První část (LC) je mezinárodní kód pro Svatou Lucii, druhá část sestává ze dvou čísel identifikujících distrikt.

## Seznam kódů
```
LC-01 Anse la Raye
LC-12 Canaries
LC-02 Castries
LC-03 Choiseul
LC-05 Dennery
LC-06 Gros Islet
LC-07 Laborie
LC-08 Micoud
LC-10 Soufrière
LC-11 Vieux Fort
```